# Matt Ishida
Matt Ishida (石田 ヤマト?, Ishida Yamato) è un personaggio immaginario delle prime due stagioni dell'anime dedicato all'universo di Digimon, Digimon Adventure e Digimon Adventure 02.
Matt, uno dei Digiprescelti originali, appare inizialmente come un ragazzo solitario molto riservato il cui Digimon partner è Gabumon. Suo fratello minore, TK Takaishi, è anch'egli un Digiprescelto. Matt è molto protettivo nei confronti di TK e si comporta spesso duramente quando lui è in pericolo. I suoi genitori sono separati: infatti, Matt vive con suo padre, mentre TK e sua madre non abitano con loro. Matt è il possessore della Digipietra dell'Amicizia. Ha undici anni e frequenta la quinta elementare. Nell'ultimo film del franchising "Digimon" insieme a Tai e Sora deve dire addio al suo partner Gabumon
Matt è doppiato in giapponese da Yūto Kazama in quasi tutti i media, Yoshimasa Hosoya in Digimon Adventure tri. e Digimon Adventure: Last Evolution Kizuna, da Daisuke Namikawa in Digimon Adventure: e in italiano da Paola Majano in Digimon Adventure, da Monica Ward in Digimon Adventure 02 e da Fabrizio De Flaviis in Digimon Adventure: Last Evolution Kizuna.
I nomi originali di Matt e TK, Yamato e Takeru, sono un riferimento a Yamato Takeru, figura leggendaria giapponese.

## Preludio aDigimon Adventure
È stato testimone del combattimento Greymon/Parrotmon ed è così divenuto un Digiprescelto.
I genitori di Matt hanno divorziato quattro anni prima degli eventi di Digimon Adventure. Suo padre ottenne il suo affidamento, mentre sua madre quello di TK. Lui e suo padre si trasferirono quindi ad Odaiba, dove suo padre lavora come consulente nell'edificio della rete televisiva Fuji TV.
Il padre di Matt sarà una figura importante per i Digiprescelti, perché sembrerà essere l'unico di tutti i genitori pienamente a conoscenza delle attività di suo figlio a Digiworld durante Adventure e Adventure 02; in alcune occasioni, servirà anche da copertura per i ragazzi, come in occasione dell'organizzazione del campeggio in Adventure 02.

## Digimon Adventure
Nella prima serie Matt è studente di quinta elementare. Matt assume uno strano ruolo durante la prima stagione. È uno dei migliori amici del leader del gruppo Tai Kamiya, ma ne è anche il rivale, cosa che porta ad un grande conflitto interno durante la serie e che raggiunge il suo climax alla fine della stagione. Il conflitto si sviluppa principalmente su delle domande interiori di Matt: se Tai possa essere un fratello migliore per TK e se Tai sia una persona migliore di Matt. Matt è molto più protettivo e preoccupato per il gruppo nella sua interezza, causando divergenze con Tai e la sua strategia avventata e poco portata alla riflessione.
È il portatore della Digipietra dell'Amicizia (友情の紋章 Yūjou no Monshō), che si attiva quando Joe mette a rischio la sua vita per salvare TK da un Vegiemon ed è poi in pericolo di vita a sua volta. Matt ricorda come aveva trattato precedentemente Joe per il suo continuo combinare disastri che aveva costretto entrambi a lavorare in un ristorante per ripagare un pasto consumato da Joe; Matt ripensa in particolar modo alla sua accusa nei confronti dell'amico di combinare guai di proposito. Ripensando a tutto questo, Matt capisce che non può vincere le sue battaglie da solo (una rivelazione che gli servirà solamente molto più tardi nella serie) e che ha bisogno dell'aiuto di tutti, compreso Joe.
Quando i ragazzi si trovano nel mondo reale, uno dei momenti di svolta per Matt è quando lui e TK incontrano Pumpkinmon e Gotsumon, la cui morte per mano di Myotismon colpisce Matt nel profondo, costringendo il ragazzo a sfogare la sua rabbia per un atto tanto crudele. Sempre durante la loro breve permanenza nel mondo reale, Matt si incontra con sua madre, non sembrando particolarmente contento. Anche se TK è fuori di sé dalla gioia di avere tutta la famiglia riunita (anche solo per un minuto), Matt si rifiuta di rivolgerle altro che non sia un saluto. Questo incontro rivela del risentimento latente in lui che si prolunga anche dopo il suo ritorno a Digiworld.
Dopo il ritorno a Digiworld, Matt diventa furioso quando capisce che TK non ha più bisogno della sua protezione e decide di lasciare il gruppo per un po'. Viene persuaso da Cherrymon che Tai sia suo nemico e rappresenti una sua barriera psicologica, cosa che culmina in una lotta tra i due ed i loro Digimon al livello mega. Anche se la zuffa termina quando Kari viene posseduta da un essere sovrannaturale, Matt decide di lasciare nuovamente il gruppo per ritrovare se stesso. Fa una breve apparizione per salvare il gruppo da Puppetmon prima di sparire ancora. Verso la fine della serie, Matt finisce in una caverna creata dall'oscurità dei suoi dubbi personali, capendo che il divorzio dei suoi genitori gli ha spezzato il cuore e lo aveva spinto verso la solitudine. Si rifiuta di farsi vedere dagli altri mentre piange, cosa che lo ha spinto lontano da dei potenziali amici. Gabumon lo aiuta a capire che tutto andrà per il verso giusto e che lui è un ragazzo di valore. Matt torna quindi con gli altri Digiprescelti giusto in tempo per la battaglia finale.

### Our War Game!
Quando Diaboromon inizia a fare danni in internet, Matt si trova in vacanza a casa di sua nonna. Lui e TK corrono in paese ed entrano in un negozio di barbiere, l'unico posto nelle vicinanze ad avere un computer, e si connettono alla rete. Insieme a Tai e Agumon e con l'aiuto di Izzy, i due si uniscono alla battaglia contro Diaboromon. TK è al fianco di Matt, così anche Gabumon, nella sua forma al livello mega di MetalGarurumon. Lui e Tai entrano in internet senza volerlo, ma riescono ad infondere energia ai loro Digimon, che stavano uscendo sconfitti dalla battaglia, e con l'aiuto di tutti i Digiprescelti collegati alla rete WarGreymon e MetalGarurumon riescono a DNAdigievolvere in Omnimon. Omnimon riesce a sconfiggere Diaboromon e Matt e Tai tornano a casa.
Nel maggio del 2000, Matt torna a DIgiworld e rilascia il potere della sua Digipietra per liberare i Digimon Supremi. Conseguenza di ciò è l'impossibilità per Gabumon di digievolvere WereGarurumon e MetalGarurumon.

### Digimon Adventure Original Story Ninenhan no Kyuuka
Nell'"Original Story Music and CD Drama", la traccia sette "Bass wo Hiki Nagara" ("Mentre suono il basso"), che parla di fatti che avvengono nel marzo del 2002, è uno dei brani che formano la colonna sonora di Matt e serve da storia breve riguardo alla creazione della band di cui Matt farà parte in Adventure 02. Matt si ritrova a parlare con suo padre, scoprendo che quando era giovane faceva parte di una band (tuttavia non ne era il cantante; suonava solamente il basso). Quando Matt cerca di imparare qualcosa sui generi musicali, il ragazzo inizia a suonare il basso del padre ed i due parlano del film "I Was a Teenage Werewolf" ("Ero un lupo mannaro adolescente"), con Matt che ricorda al padre le evoluzioni di Gabumon (Garurumon assomiglia ad un lupo e WereGarurumon assomiglia effettivamente ad un lupo mannaro).
Il ragazzo informa il padre che sua madre sta scrivendo un articolo su ciò che accadde nel 1999 ma che i Digiprescelti non sarebbero stati menzionati in esso.
Successivamente, Matt ricorda quando i suoi genitori si separarono e di come non riuscissero a decidere su chi dei due figli dovesse stare con loro. Fu proprio Matt a decidere di andare con suo padre, così da permettere a suo fratello minore TK di stare con sua madre. Ripensa quindi a quanto gli sia sempre piaciuto decidere per sé stesso, anche se ciò avesse dovuto impedirgli di farsi delle amicizie. Alla fine il ragazzo conclude che, grazie a Gabumon, ha capito che non era nel giusto e che ormai non è più solo.

## Digimon Adventure 02
Due anni e mezzo - tre anni dopo la fine della prima stagione, all'età di quattordici anni, Matt diviene cantante e bassista di una rock band chiamata "Teenage Wolves". È molto popolare e molte ragazze impazziscono per lui e richiedono il suo autografo, con suo grande sgomento. Una delle sue più grandi fan è la sorella maggiore di Davis, Jun Motomiya, che lo perseguita costantemente durante la serie. Una volta, quando Matt ha il compito di dire ai genitori di Davis che quest'ultimo sarebbe stato via per un po', Jun gli dice che sa che sta mentendo, ricattandolo poi per avere un appuntamento. La ragazza cerca anche in tutti i modi di partire per il campeggio con lui, ma Matt le dice di chiudere gli occhi e la lascia indietro; Jun riuscirà successivamente a rintracciare il luogo in cui i ragazzi si sono recati.
La sua amicizia con Tai è maturata considerevolmente: anche se c'è ancora un accenno di rivalità tra loro, si tratta di una rivalità basata sull'amicizia. Ad un certo punto, quando Tai è scoraggiato dall'aver deluso Agumon, Matt lo colpisce in faccia per tirarlo fuori da quello stato. Al contrario di quanto avrebbe fatto nella stagione precedente, Tai ammette che "ne aveva bisogno".
La presenza di Matt in Adventure 02 è spesso discontinua e quasi mai fondamentale, al contrario di quella del suo amico/rivale, che si dimostra prezioso in più occasioni. L'unico momento in cui Matt ha un ruolo principale è nella succitata situazione in cui Agumon viene catturato dall'Imperatore Digimon. Matt partecipa attivamente alla battaglia contro MetalGreymon in groppa al fido Garurumon. L'intervento di Davis e dell'appena rinvenuto Digiuovo dell'Amicizia permettono a Veemon di armordigievolvere Raidramon e salvare la situazione.

## Digimon Adventure tri.
Nel 2005 Matt, che frequenta lo stesso liceo di Tai e Sora (per la quale ha iniziato a fare intuire un interesse amoroso, nonostante la ragazza sia ancora indecisa tra lui e Tai), viene chiamato assieme agli altri prescelti a contrastare una nuova crisi tra il mondo reale e quello digitale, con il supporto di una divisione speciale dei Servizi Segreti giapponesi.
Quando Tai, scosso dalla presa di consapevolezza circa i pericoli per la città e i suoi abitanti di uno scontro tra Digimon, perde il carisma e la determinazione di un tempo, Matt cerca di spronarlo. Alla comparsa di Alphamon, e grazie anche ad un incontro chiarificatore, Matt convince Tai a combattere nuovamente, permettendo a Gabumon di unirsi nuovamente ad Agumon (nelle rispettive forme al livello Mega) per creare Omnimon e affrontare il nemico, che sarà costretto a una momentanea ritirata.

## Epilogo
Nel 2027, Matt è cresciuto ed è diventato un astronauta (è il primo a recarsi su Marte con al fianco la presenza di un Digimon, ovviamente Gabumon). È sposato con Sora con la quale ha due figli, un bambino dai capelli rossi con partner un Yokomon e una bambina bionda con partner uno Tsunomon. 

### Hurricane Touchdown!!/Supreme Evolution!! The Golden Digimentals
Matt regredisce temporaneamente all'età infantile e viene portato in un'altra dimensione da Wendigomon. Tutto torna alla normalità quando Magnamon e Rapidmon sconfiggono il Digimon.

### Diaboromon Strikes Back!
Matt e Tai sconfiggono Diaboromon/Armageddemon, con Gabumon e Agumon che digievolvono insieme per la seconda volta e formano Omnimon. Matt è ancora molto amico di Tai e del resto dei Digiprescelti. All'inizio del film, una foto ritrae Matt e Sora durante un appuntamento. Matt e Tai prima tornano in internet e sconfiggono Diaboromon, ma quest'ultimo si rivela essere nient'altro che un'esca, e successivamente la battaglia si sposta sulla Terra quando milioni di Kuramon riescono a fuggire nel mondo reale. Successivamente, Matt, Tai e Sora alzano i loro Digivice per aiutare a dare potere ad Imperialdramon Paladin Mode, in modo che questi possa sconfiggere Armageddemon.

### Michi e no Armor Shinka
Durante l'esecuzione di un piano per distrarre Boltmon ballando il tip-tap, Matt confessa di provare qualcosa per Sora.

### Ishida Yamato Tegami ~Letter~
Tutto inizia quando Matt riceve una cassetta da una ragazza. La ragazza dovrà presto affrontare un'operazione ad alto rischio agli occhi ed ha paura perché potrebbe perdere la vista nel caso in cui l'operazione non abbia successo. Matt, che non sa cosa fare per tirarla su di morale, riceve aiuto e preziosi consigli da Gabumon, Sakurada (uno degli aiutanti di suo padre) ed un uomo anziano che conosce i confini del mare.
Quindi Matt scrive la canzone "Tobira~door", per infonderle coraggio e darle il suo supporto, dicendole che lui sarà comunque lì per lei, non importa cosa accada.
Alla fine, Matt riceve un'altra cassetta dalla ragazza, che lo ringrazia per il supporto dimostratole e gli dice che l'operazione è andata bene e che presto potrà rimuovere le bende così da poter vedere il mare, posto in cui Matt aveva scritto la canzone, con lui.

## Character song
Matt ha due image song giapponesi personali, "Walk on the Edge" ("Cammina sul bordo") e "Negai Kanaeru Kagi" ("La chiave per realizzare desideri") ed una terza con Gabumon (Yamaguchi Mayumi) chiamata "Oretachi no Melody" ("La nostra melodia"). Inoltre, in Giappone è stato commercializzato un singolo (il 4 aprile 2001), della canzone "Tobira" ("Porta"), che la band di Matt canta in concerto in due episodi (in inglese la canzone si chiama "I Turn Around", "Mi giro dall'altra parte") e che è stata registrata da Michael Reisz. Inoltre, nel singolo c'è una B-track chiamata "Hitoribocchi no Seesaw" ("Altalena solitaria"). In Digimon Adventure Tri la stessa band, ribattezzata KNIFE OF DAY ha una nuova canzone, "Boku ni Totte".

## Accoglienza
Laura Thornton di CBR ha classificato Matt e Gabumon come la migliore coppia della serie Adventure. Sage Ashford dello stesso sito ha classificato lo scontro tra Tai e Matt in Adventure come il migliore svolto tra due migliori amici negli anime. Justin Carter di Twinfinite ha classificato Matt come l'ottavo miglior Digiprescelto. Honey's Anime ha considerato Matt come il settimo personaggio più adorabile della serie.
Secondo un sondaggio condotto da Manga Entertainment, Matt è risultato il terzo personaggio preferito dagli utenti, ottenendo l'11% delle preferenze.
Matt è apparso anche in vari prodotti legati al merchandising tra cui il gioco di carte.